# Fyllnadsgrad
Fyllnadsgraden är ett förhållande mellan hur mycket luft som fyller motorn vid gång jämförelsevis med motorns totala cylinder/slagvolym. 
En 2-litersmotor har en slagvolym på 2 liter, med 4 cylindrar blir det 500 cc. eller 0,5 liter/cylinder. Teoretiskt borde cylindern fyllas med 0,5 liter luft, men så är det inte. Cylindern hinner inte fyllas helt med luft och det skapas ett undertryck. Ventilöppningen är för liten och ventilen är öppen ganska kort tid. Så det blir inte 2 liter.
Hur mycket det blir kallas fyllnadsgrad och räknas i % av cylinderns volym.
Fyllnadsgraden varierar med varvtalet. På låga varv är problemet att luften i insugningsröret står nästan still och när ventilen öppnar är det trögheten att komma i rörelse som ”håller emot”. På höga varv är det tiden som ventilen är öppen, samt den trånga vägen ned för luften som ställer till det. Mitt emellan där finns ett område där motorn klarar av att fylla cylindern ganska bra. Där motorn fyller cylindern bäst blir den starkast. Mest luft = störst vridmoment.
En sugmotor kan som mest få ungefär samma luftmängd som sin volym, dvs 100 % fyllnadsgrad. Turbo/kompressor ökar givetvis detta till mer än 100 % men även hårt trimmade(välbyggda) motorer utan överladdning kan i optimala fall, och inom ett snävt varvtalsregister, nå en fyllnadsgrad på så mycket som 140 %. Detta genom att  ha väl utformade kamaxlar och kanaler mellan cylindrar och luftfilter så att det uppstår en resonans med tryckpulserna i insugsluften. Detta skapar ett eftertryck så att cylindern fortsätter att fyllas en kort stund även efter att kolven har nått nedre dödpunkt.
Fyllnadsgrad används också som mått på hur full eller hur tom ett transportfordon är. Det är kostsamt och ineffektivt att transportera luft men ändå kan det sällan eller aldrig vara en fyllnadsgrad på 100%. Många transporter idag är bara fulla ena vägen och går sedan tom tillbaks, vilket ger en fyllnadsgrad på 50%. Bäst vore att kunna lasta fullt åt båda hållen, men det är ofta omöjligt. Tänk t.ex. en grusbil som tömmer ut grus eller en tankbil som tömmer ur mjölk, vad ska de ta med sig tillbaks?
Alla lastbärare är heller inte anpassade till innermåttet på det transportfordon som används och då blir det oundvikligen en del luft som transporteras.